# وندرس بولن
وُندرِس بولن (به فرانسوی: Vendresse-Beaulne) یک کمون در فرانسه است که در پیکاردی واقع شده‌است.

## خصوصیات
وندرس بولن ۸٫۷۱ کیلومترمربع مساحت و ۱۱۷ نفر جمعیت دارد و ۱۱۴ متر بالاتر از سطح دریا واقع شده‌است.